# Les Lumières de la nuit
 (septembre 2024).
Si vous disposez d'ouvrages ou d'articles de référence ou si vous connaissez des sites web de qualité traitant du thème abordé ici, merci de compléter l'article en donnant les références utiles à sa vérifiabilité et en les liant à la section « Notes et références ».
Pour plus de détails, voir Fiche technique et Distribution.
Les Lumières de la nuit (Lights Fantastic) est un cartoon Merrie Melodies réalisé par Friz Freleng en 1942.